# Contarinia marctiae
Contarinia marctiae är en tvåvingeart som först beskrevs av Tavares 1917.  Contarinia marctiae ingår i släktet Contarinia och familjen gallmyggor. Inga underarter finns listade i Catalogue of Life.